# Агаджанова-Шутко Ніна Фердинандівна
Ніна Фердинандівна Агаджа́нова (Агаджанова-Шутко) (нар. 8 листопада 1889, Катеринодар — пом. 14 грудня 1974) — радянська громадська діячка, сценаристка, кінорежисерка, монтажерка, вихователька, журналістка.

## Біографія
Народилася 27 жовтня (8 листопада) 1889 року в місті Катеринодарі (тепер Краснодар, Росія) в родині вірменського купця. Закінчила 1-шу Катеринодарську жіночу гімназію. Навчалася на педагогічних курсах в Катеринодарі, потім на історико-педагогічному факультеті Педагогічних курсів в Москві.
Член РСДРП з 1907 року. У 1911—1916 роках піддавалася арештам і засланням за підпільну революційну діяльність. Отримала від співробітників охоронного відділення за свою невловимість клички «Хитра» і «Метелик». У 1914 році — відповідальна секретарка журналу «Робітниця».
Брала активну участь у Лютневій і Жовтневій революціях 1917 року. Того ж року була членом Петербурзького і Виборзького комітетів партії, депутатом Петроградської ради від Виборзького району.
У 1918—1919 роках перебувала на підпільній роботі в тилу білогвардійських військ в Новоросійську і Ростові-на-Дону. У 1920 році — відповідальна секретарка Білоруського військово-революційного комітету. У 1921—1922 роках вела справи партії в Мінську, працювала в радянському посольстві в Празі, а в 1934—1938 роках — в посольстві в Ризі.
У 1945—1952 роках займалася педагогічною роботою, викладала сценарну майстерність у ВДІКу.
Померла 14 грудня 1974 року. Похована на Передєлкінському цвинтарі в Москві.

## Творчість
Протягом багатьох років була сценаристкою-консультанткою, редакторкою і завідувала сценарним відділом на кіностудії «Межрабпомфильм», а потім — на кіностудії «Союздитфільм». У зв'язку з 20-річчям першої російської революції ювілейна комісія ВЦВК затвердила сценарій Агаджанової «1905 рік». У цьому сценарії повстання на броненосці «Потьомкін» було одним з епізодів фільму. За пропозицією Агаджанової для постановки фільму «1905 рік» залучили С. М. Ейзенштейна. В процесі роботи епізод про «Потьомкіна» виріс у самостійний сценарій, за яким в 1925 року С. М. Ейзенштейн поставив фільм «Броненосець „Потьомкін“».
За сценаріями Агаджанової поставлені фільми:
- «В тилу у білих» (1925);
- «Червона Пресня» (1926);
- «Матрос Іван Галай» (1929).

У 1930 році з режисером Л. В. Кулєшовим поставила фільм «Два-Бульді-два». 1933 року брала участь у створенні сценарію фільму режисера В. І. Пудовкіна «Дезертир» про класову боротьбу німецького пролетаріату на початку 1930-х.